# Wilhelm Hofmeister (Fahrzeugdesigner)
Wilhelm Hofmeister (* 19. Mai 1912 in Stadthagen; † 11. Januar 1978) war ein deutscher Konstrukteur und von 1955 bis 1970 Chefdesigner von BMW.
Nach ihm ist der für BMW seit der „Neuen Klasse“ charakteristische Gegenknick an der C-Säule benannt, der sogenannte Hofmeister-Knick, der neben der Kühler-Niere zum Markenzeichen der BMW Automobile gehört. Sein Nachfolger bei BMW wurde Paul Bracq, der Hofmeisters Designlinie nahezu nahtlos fortsetzte. Dessen Nachfolger Claus Luthe entwickelte die C-Säulen-Form am Fünfer-BMW E34 sehr elegant weiter.

## Berufsweg
Nach dem Besuch der städtischen gewerblichen Berufsschule in Stadthagen war er seit 1929 im Karosserie-Einzelbau beschäftigt. Ende 1938 begann er ein Studium des Karosseriebaus an der Technischen Lehranstalt für Karosseriebau, Anhänger und Kraftfahrzeugbau der staatlichen Wagenbauschule in Hamburg. Er begann im Juli 1939 als Techniker im BMW-Automobilwerk Eisenach, wurde im Oktober 1940 Konstrukteur im Karosserie-, Serien- und Vorrichtungsbau und 1943 Werkstättenleiter für den Serien- und Vorrichtungsbau. Von 1945 bis 1948 war er in der Serien-Herstellung von Wohnhäusern in Leichtbauweise in Stadthagen beschäftigt, bis er 1949 bei BMW in München als Karosseriekonstrukteur in der Abteilung „Entwicklung Karosseriebau“ eintrat. Er arbeitete zunächst unter dem langjährigen Designchef Peter Szymanowski. Im August 1952 wurde er Leiter des Karosserie-Konstruktionsbüros. Ende 1955 wurde er zum Leiter der Abteilung Karosserieentwicklung ernannt, im Januar 1962 zum „Oberingenieur“ Im Dezember 1968 wurde er zum Abteilungsdirektor mit Prokura für die BMW AG ernannt. Am 31. Mai 1977 trat er in den Ruhestand.
Eines seiner ersten Projekte war die Neue Klasse, ein Mittelklasse-Modell, das den damals in wirtschaftlichen Schwierigkeiten befindlichen Hersteller retten sollte. Hofmeister schuf bereits mit diesem Modell eine Basis der bis heute üblichen Gestaltung und den Hofmeister-Knick als markantes Merkmal in der C-Säule für fast alle bislang gebauten BMW-Modelle.

## Entwickelte Fahrzeuge

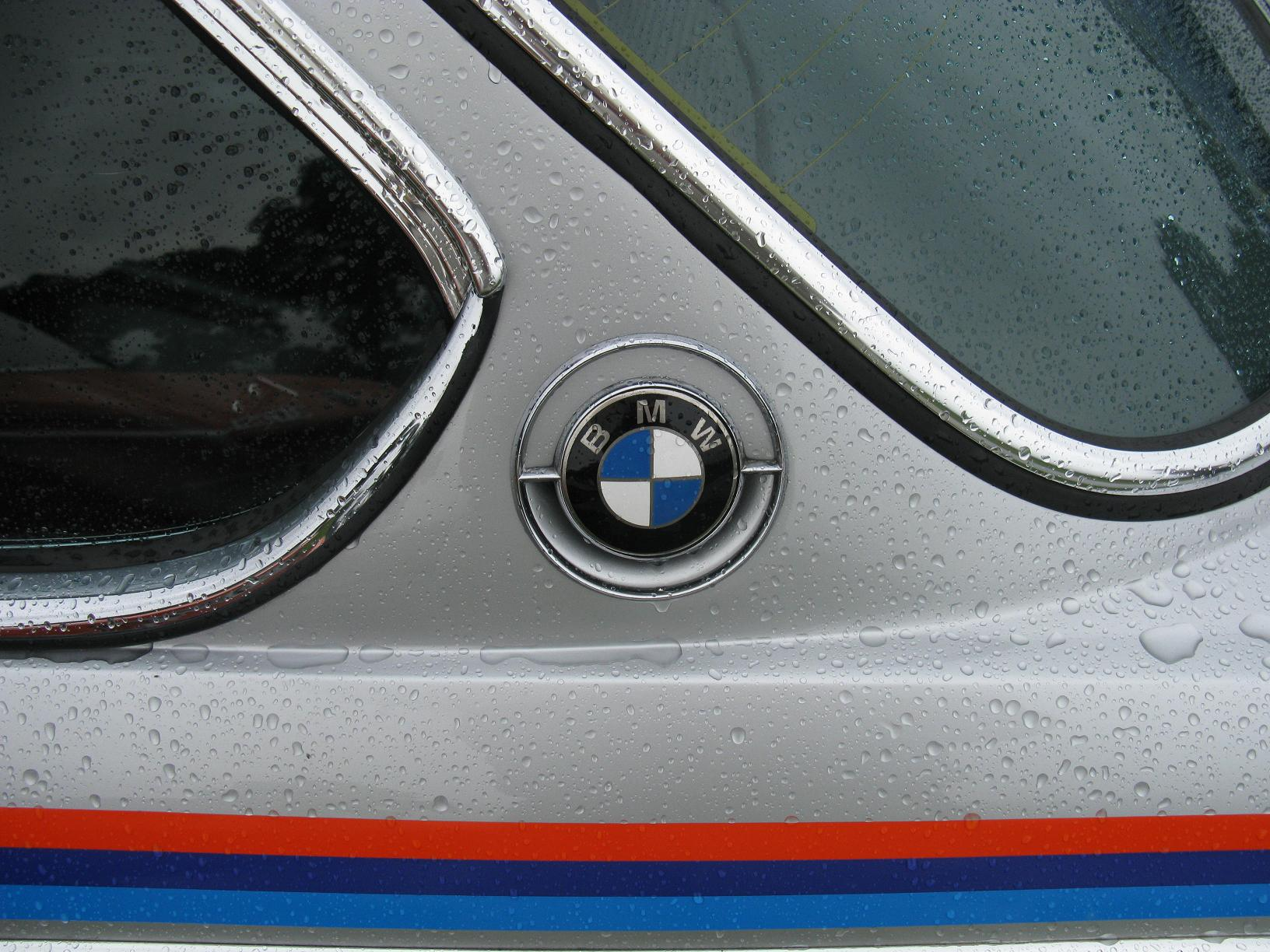
Ende der C-Säule, E9-Coupé-Baureihe

Einige BMW-Modelle jener Zeit wurden nicht von Hofmeister selbst, sondern von externen Designern entworfen. So stammen das Coupé BMW 503 und der offene BMW 507 von Albrecht Graf von Goertz.
- BMW 700 (vorgestellt 1959)[7]
- Neue Klasse (vorgestellt 1961 als Limousine, Grundentwurf mit Giovanni Michelotti)[6][8]
- BMW 3200 CS (Coupé vorgestellt 1961, von Giorgio Giugiaro (Bertone))[9]
- BMW 02 (zwei-türige sportliche Limousine, vorgestellt 1965)
- BMW E3 (Limousine mit Reihensechszylinder-Motor, vorgestellt 1968)
- BMW 2800 CS (Coupé vorgestellt 1969)[10]